# ...Hits
…Hits é uma colectânea musical de Phil Collins, lançada em 1998, e onde estão incluídos os seus maiores sucessos e uma versão da canção de Cindy Lauper: True Colors..
| Críticas profissionais                                                      | Críticas profissionais |
| Avaliações da crítica                                                       | Avaliações da crítica  |
| Fonte                                                                       | Avaliação              |
| --------------------------------------------------------------------------- | ---------------------- |
| allmusic                                                                    | [ 2 ]                  |
| Esta tabela precisa de ser acompanhada por texto em prosa. Consulte o guia. |                        |

## Faixas
Todas as faixas por Phil Collins, exceto onde anotado.
| N.º | Título                                                                            | Duração |  |
| 1.  | "Another Day in Paradise"                                                         | 5:22    |  |
| 2.  | "True Colors" (Billy Steinberg, Tom Kelly; Inédita)                               | 4:33    |  |
| 3.  | "Easy Lover" (Collins, Philip Bailey, Nathan East; Inédita)                       | 5:03    |  |
| 4.  | "You Can't Hurry Love" (Holland-Dozier-Holland)                                   | 2:53    |  |
| 5.  | "Two Hearts" (Collins, Lamont Dozier; Inédita)                                    | 3:25    |  |
| 6.  | "I Wish It Would Rain Down"                                                       | 5:28    |  |
| 7.  | "Against All Odds (Take a Look at Me Now)" (Inédita)                              | 3:27    |  |
| 8.  | "Something Happened on the Way to Heaven" (Collins, Daryl Stuermer)               | 4:52    |  |
| 9.  | "Separate Lives" (Stephen Bishop; Inédita)                                        | 4:06    |  |
| 10. | "Both Sides of the Story"                                                         | 6:39    |  |
| 11. | "One More Night"                                                                  | 5:13    |  |
| 12. | "Sussudio"                                                                        | 4:23    |  |
| 13. | "Dance into the Light"                                                            | 4:24    |  |
| 14. | "A Groovy Kind of Love" (Toni Wine, Carole Bayer Sager (The Mindbenders; Inédita) | 3:31    |  |
| 15. | "In the Air Tonight"                                                              | 5:32    |  |
| 16. | "Take Me Home"                                                                    | 5:51    |  |

## Presença em Andando nas Nuvens Internacional
A canção "True Colors" foi incluída na trilha sonora internacional da novela "Andando nas Nuvens" de Euclydes Marinho, exibida em 1999 pela Rede Globo. Na trama a canção foi tema dos personagens Raul e Beth, interpretados por Marcello Novaes e Viviane Pasmanter.